# Josep Balari i Jovany
Josep Balari i Jovany (Barcelona, 11 de novembre de 1844- 1 de juliol de 1904) fou un filòleg, hel·lenista, historiador i taquígraf català.

## Biografia
Fill de Llorenç Balari i Fonseca i Francesca Jovany i Bosch naturals de Mataró. Estudià les carreres de Filosofia i Lletres i de Dret a la Universitat de Barcelona; aprengué, a més, les llengües grega, àrab i llatina, així com la francesa, anglesa, italiana i russa, que va arribar a dominar a la perfecció. Balari formava part i es relacionava activament amb els cercles filològics europeus més avançats del moment. Fou també un expert en taquigrafia juntament amb el seu amic el doctor Pere Garriga i Marill.
El 1872 fou nomenat per oposició, professor de taquigrafia de l'Institut de Barcelona, càtedra en la qual fou el més actiu propagador del sistema taquigràfic Garriga. El 1881, també per oposició, assolí la càtedra de Llengua i Literatura gregues en la universitat de Barcelona.
El doctor Balari va introduir a Catalunya el mètode de Georg Curtius en l'ensenyament del grec. Dotat d'una excel·lent habilitat per l'ensenyament, va aconseguir formar un verdadera escola de deixebles que mantingueren la tradició filològica clàssica a Espanya, 20 dels quals ocuparen en el seu temps càtedres de llengües clàssiques en diverses universitats i instituts espanyols.
A l'Arxiu de la Corona d'Aragó i altres de Barcelona hi feu pacients investigacions, i aconseguí reunir un immens cabdal de notícies històriques i filològiques sobre Catalunya i la seva llengua, tasca de la qual sorgí l'obra Orígenes históricos de Cataluña, que va rebre el 1897 el premi Martorell consistent en la quantitat de 20.000 pessetes d'aquell temps. En aquesta obra, publicada en 1899, verdader monument aixecat a la història de Catalunya, i que revela en el seu autor una vasta i sòlida erudició, hi estudia la civilització catalana durant la Reconquesta, la seva organització social i política, la toponímia i els cognoms catalans, sota els seus aspectes històrics i etimològics, etc. De fet Josep Balari fou el principal historiador català del moviment etimologista europeu (el qual buscava reconstruir els moments més antics de la història de les nacions).
L'entusiasme ardent i efusiu per la ciència filològica i per la llengua catalana foren una característica permanent del doctor Balari. A la causa d'aquesta ciència i aquesta llengua consagrà tota la seva vida. Referent a la llengua catalana, tenia reservats gran nombre de materials per a la publicació d'una gramàtica i un diccionari. Formà part de diverses acadèmies literàries i científiques, i fou president de l'Acadèmia de Bones Lletres de Barcelona (del 1893 a 1901), de la corporació taquigràfica del sistema Garriga i dels Jocs Florals de 1894.
El CRAI Biblioteca de Fons Antic de la Universitat de Barcelona conserva més d'una centena d'obres que van formar part de la biblioteca personal de Balari, així com dos exemples de les marques de propietat que van identificar els seus llibres al llarg de la seva vida.

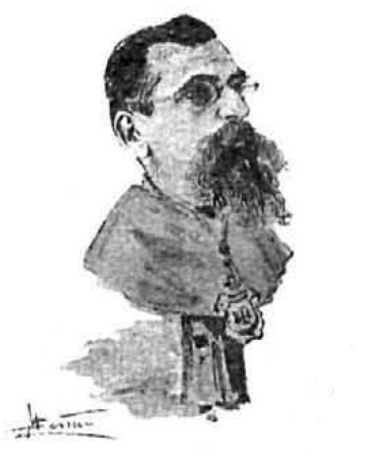
Josep Balari i Jovany, a la revista Barcelona cómica del 23.5.1894

## Obra
Un dels objectius més ambiciosos que es marcà com a etimologista fou l'intent d'establir amb precisió els diversos grups ètnics que a l'alta edat mitjana es mesclaren i formaren la nova nació catalana. El mètode que va utilitzar fou l'estudi dels noms personals que havien quedat escrits als documents alt medievals, però aquesta investigació no va acabar de reeixir. Tampoc se'n va sortir amb la mateixa investigació però amb els topònims, els noms de lloc.
No obstant això, aquesta intensa activitat li va proporcionar un profund coneixement dels continguts de l'Arxiu de la Corona d'Aragó cosa que li permeté marcar-se nous objectius d'estudi; alhora que de mica en mica va anar abandonant el mètode hipotètico-deductiu típic del positivisme per tal d'adoptar explícitament l'estudi de les dades sense condicionants previs propi de l'empirisme. De fet fou després d'aquest moment de transició que va escriure Orígenes históricos de Cataluña, fruit tant de l'acumulació de coneixements de la primera època com de les aportacions puntuals de la segona.

### Orígens Històrics a Catalunya
Aquesta magna obra publicada a Barcelona el 1899 està estructurada en 4 grans parts: "Geografía", "Reconquista", "Feudalismo", i "Civilización". La primera està dedicada tant al presumptuós mètode positivista com al seu anhel per documentar la identitat catalana, que també va néixer a l'alta edat mitjana com la resta de nacions de la península (a excepció de la basca). La segona és una profunda i reeixida anàlisi del complex procés de "reconquesta" catalana-cristiana a partir de la documentació existent sobre els fets històrics de despoblament i de repoblació (en comptes de les errònies conclusions a què arribaven alguns historiadors a partir de les narracions de les guerres amb els sarraïns). La tercera part, en canvi, és un estudi superficial sobre les institucions consuetudinàries i jurídiques alt medievals, que va quedar aviat desfasat pels treballs d'Eduardo de Hinojosa. Finalment, a l'última part Balari va demostrar els seus coneixements sobre la vida quotidiana medieval, l'economia, la institució familiar i la cultura.

### Llista d'obres
- La Engadina y'l ladin que alli's parla (Barcelona, 1874)
- Historia de la taquigrafia de los griegos y romanos (Barcelona, 1875)
- Crítica de la Estenografía española, segun los principios de Guillermo Stolze (1877)
- Algunas consideraciones sobre la formación del romance castellano (oració inaugural de l'any acadèmic de 1881 a 1882, llegida en la universitat de Barcelona.
- Discurso sobre la historia de la Taquigrafia española 1883
- Etimologias catalanas 1885[5]
- Etimologia, significación y uso sintactico de la palabra Ray (inedita)
- El arte de descifrar, derivado de la Taquigrafia Garriga (Barcelona, 1887)
- Influéncia de la dominación romana en Cataluña comprobada por l'orografia 1888[5]
- Estudio filológico.historico comparativo 1888
- Sentències morals per Jadufa, juhen de Barcelona (1889)
- Regles de bona criança en lo menjar, beure i servir á taula, tretes de Lo Terç del Crestià, del P. M. Fra Francesch Eximenis 1889
- Estudio etimológico comparativo 1889
- Poesia fosil (1890)
- Estudios etimológicos (1890)
- Discurs llegit en la festa dels Jochs Florals de l'any (1891)
- Intensivos o superlativos de la lengua catalana (1895)
- Orígenes históricos de Cataluña (1899)[5]
- Historia de la Universidad de Barcelona (1901)
- Historia de la Real Académia de Ciencias y Artes de Barcelona (1902)

### Traduccions
- Recorts de Tiberi á Capri, pel doctor Reinhold Schoener (traduïda de l'alemany al català, Barcelona, 1876)
- Biografia de Marcus Tullius Tiro, pel doctor Pablo Mitschke (de l'alemany al català, 1877)
- Tristany i Isolda, òpera de Wagner, traduïda directament de l'alemany (Barcelona, 1885).
- A més el doctor Balari va escriure, alguns articles de crítica filològica.